# Chaffee (cratère)
Pour les articles homonymes, voir Chaffee.
Chaffee est un cratère d'impact lunaire situé dans l' hémisphère sud, sur la face cachée de la Lune. Il se trouve au cœur de l'immense plaine escarpée Apollo et est l'un des nombreux cratères de cette formation nommés en l'honneur des astronautes et des personnes associées au programme Apollo. Ce bassin est une formation à double anneau, et le cratère Chaffee est situé sur la partie sud-ouest de l'anneau intérieur. La crête de cet anneau s'étend vers le nord depuis le bord nord de Chaffee.
Il s'agit d'un cratère circulaire dont le bord extérieur présente une forme irrégulière en raison de multiples petits renflements. Le périmètre est légèrement usé et conserve un bord tranchant qui surplombe les environs. Deux cratères remarquables sont rattachés au bord extérieur : Chaffee F à l'ouest et Chaffee W au nord-ouest. Chaffee empiète légèrement sur le premier cratère, et les deux partagent un bord commun.
Les parois intérieures de Chaffee ne présentent pas de système de terraces[Traduire passage] bien formé et s'inclinent vers le bas jusqu'à des amas de débris qui s'étendent sur une partie du sol. Certaines parties du sol intérieur sont relativement planes et sans relief. Cependant, plusieurs petits cratères se trouvent dans la moitié nord, notamment au nord-ouest du point médian.
Le cratère a été nommé en 1970 par l'Union astronomique internationale en l'honneur de l'astronaute Roger B. Chaffee, tué dans l'incendie d'Apollo 1. Les cratères voisins White (en) et Grissom (en) ont été nommés en l'honneur des deux autres astronautes tués dans la catastrophe, Edward White et Virgil Grissom.

## Cratères satellites
Par convention, ces caractéristiques sont identifiées sur les cartes lunaires en plaçant la lettre sur le côté du point médian du cratère le plus proche de Chaffee.
| Chaffee | Latitude | Longitude | Diamètre |
| ------- | -------- | --------- | -------- |
| F       | 38,8° S  | 152,5° O  | 35 km    |
| S       | 39,5° S  | 156,6° O  | 19 km    |
| W       | 38,2° S  | 155,3° O  | 25 km    |

## Sources
- (en) L. E. Andersson et E. A. Whitaker, NASA Catalogue of Lunar Nomenclature, NASA, 1982
- (en) Jennifer Blue, « Gazetteer of Planetary Nomenclature », Institut d'études géologiques des États-Unis, 25 juillet 2007 (consulté le 21 mars 2025)
- (en) B. Bussey et P. Spudis, The Clementine Atlas of the Moon, New York, Cambridge University Press, 2004 (ISBN 978-0-521-81528-4)
- (en) Elijah E. Cocks et Josiah C. Cocks, Who's Who on the Moon: A Biographical Dictionary of Lunar Nomenclature, Tudor Publishers, 1995 (ISBN 978-0-936389-27-1, lire en ligne)
- (en) Jonathan McDowell, « Lunar Nomenclature », Jonathan's Space Report,‎ 15 juillet 2007 (lire en ligne, consulté le 21 mars 2025)
- (en) D. H. Menzel, M. Minnaert, B. Levin, A. Dollfus et B. Bell, « Report on Lunar Nomenclature by the Working Group of Commission 17 of the IAU », Space Science Reviews, vol. 12, no 2,‎ 1971, p. 136–186 (DOI 10.1007/BF00171763, Bibcode 1971SSRv...12..136M, S2CID 122125855)
- (en) Patrick Moore, On the Moon, Sterling Publishing, 2001 (ISBN 978-0-304-35469-6, lire en ligne)
- (en) Fred W. Price, The Moon Observer's Handbook, Cambridge University Press, 1988 (ISBN 978-0-521-33500-3)
- (en) Antonín Rükl, Atlas of the Moon, Kalmbach Publishing, 1990 (ISBN 978-0-913135-17-4)
- (en) Rev. T. W. Webb, Celestial Objects for Common Telescopes, Dover, 1962 (ISBN 978-0-486-20917-3, lire en ligne)
- (en) Ewen A. Whitaker, Mapping and Naming the Moon, Cambridge University Press, 1999 (ISBN 978-0-521-62248-6)
- (en) Peter T. Wlasuk, Observing the Moon, Springer, 2000 (ISBN 978-1-85233-193-1)